# 佩里曼 (馬里蘭州)
佩里曼（英語：Perryman）是位於美國馬里蘭州哈福德縣的一個普查規定居民點。

## 人口
根據2020年美國人口普查的數據，佩里曼的面積為14.36平方千米，當中陸地面積為14.20平方千米，而水域面積為0.16平方千米。當地共有人口2496人，而人口密度為每平方千米173.82人。